# Тарасенко Василь Юхимович
Васи́ль Юхи́мович Тара́сенко (* 7 березня (19 березня за новим стилем) 1859, Одеса — † 25 липня 1926) — український геолог.

## Біографія
1884 року закінчив Київський університет, в якому викладав до 1903 року. Пізніше професор Юр'євського (нині Тартуського) університету, від 1918 року — професор Воронезького університету.

## Наукові дослідження
Вивчав головним чином кристалічні породи в Україні, брав участь у геологічних зніманнях Криворізького залізорудного басейну.
Уперше в Україні застосував методи мікроскопічних досліджень і детального хімічного аналізу гірських порід.